# Нівернське герцогство
Нівернське герцогство (фр. Duché de Nivernais) — герцогство-перство Французького королівства, створене на території колишнього Неверського графства з центром навколо міста Невер.

## Історія
У 1539 році Неверське графство було приєднано до королівського домену і перетворено на апанажне Нівернське герцогство, статус якого згодом було підвищено до герцогства-перства. Певний час його утримувала молодша гілка дому Гонзага. Ця гілка успадкувала Мантуанське герцогство від старшої лінії Гонзага (коли воно вимерло в 1627 році) і правила Мантуєю до 1708 року, коли гілка вимерла в чоловічій лінії. Карл IV Гонзага продав Нівернське герцогство у 1659 році кардиналу Мазаріні. 
Під владою Мазаріні регіон був перетворений на провінцію Французького королівства і отримав назву провінцієя Ніверне (фр. Province de Nivernais). Однак, згідно із законами перства Франції, провінція зберегла офіційну назву «Нівернське герцогство», не дивлячись на статус провінції. Родина Мазаріні володіла герцогством до Французької революції.
Під час революції, в 1790 році провінцію Ніверне було розділено на три нові департаменти: Ньєвр (основна частина), Йонна (північна частина) і Шер (південно-східна частина).

## Уряд

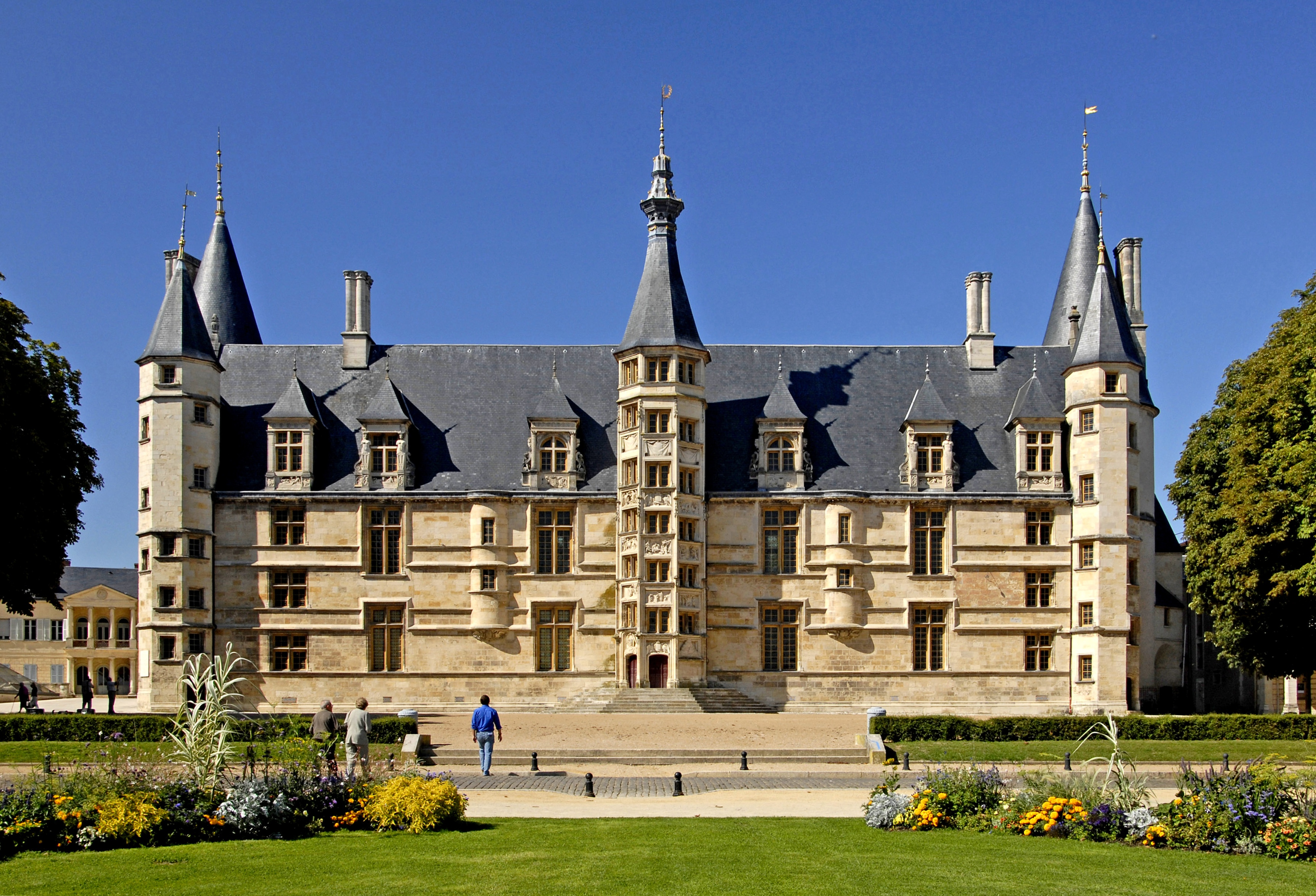
Герцогський палац у Невері

Після урядових реформ 1773 року Нівернське герцогство увійшло до складу Військового уряду Ніверне (Guvernement de Nivernais). Для департаменту фінансів герцогство було поділено на чотири виборчі графства: Невер і Шато-Шинон були частиною генералитету Мулен, Кламесі був частиною генералитета Орлеан, а Ла-Шаріте-сюр-Луар - частиною генералитета Бурж. З точки зору судочинства, герцогство було частиною потужного парламенту Парижа.
Після декрету про поділ Франції на департаменти, оголошеного 22 грудня 1789 року, графства та герцогства Старого режиму, зокрема і Нівернське були скасовано. Більша частина провінції Ніверне сформувала новий департамент Ньєвр, північна частина увійшла до департаменту Йонна і південно-східна частина увійшла до департаменту Шер.